# دين فورتين
دين فورتين هو سياسي كندي، ولد في 1 مارس 1959 في كاملوبس في كندا.